# チャールズ・グランヴィル (第2代バース伯爵)
第2代バース伯爵チャールズ・グランヴィル（英語: Charles Granville, 2nd Earl of Bath、1661年8月31日（洗礼日） - 1701年9月4日）は、イングランド王国の貴族、軍人、政治家、廷臣。

## 生涯
初代バース伯爵ジョン・グランヴィルとジェーン・ワイチの息子として生まれ、1661年8月31日に洗礼を受けた。1676年から1678年まで国外を旅行した後、1680年にローンストン選挙区で庶民院議員に当選したが、1681年イングランド総選挙で立候補しなかった。翌年に妻の不倫が発覚すると出国、神聖ローマ帝国側で従軍して第二次ウィーン包囲に参戦、1684年1月27日に帝国の伯爵に叙された。また、1683年から1685年まで寝室侍従を務めた。
その後、1685年にコーンウォール選挙区で庶民院議員に当選したほか、1685年から1689年までスペイン駐在大使を務め、1689年7月16日に繰上勅書でグランヴィル男爵を継承した。その後、1691年から1693年まで父と共同でコーンウォール統監とデヴォン統監を務め、1692年から1693年まで寝室侍従を務めた。
1701年8月22日に父が死去するとバース伯爵の爵位を継承したが、同年9月4日に拳銃自殺し、セント・ジェームズで死去した。22日、父とともにキルカンプトンで埋葬された。死後、息子ウィリアムが爵位を継承した。

## 家族
1678年5月22日、マーサ・オズボーン（Martha Osborne、1689年9月11日没、初代リーズ公爵トマス・オズボーンの娘）と結婚したが、2人の間に子供はいなかった。1691年3月10日、イサベラ・デ・ナッソー・ドーヴァーカーク（Isabella de Nassau d'Auverquerque、ヘンドリック・ファン・ナッサウ＝アウウェルケルクの長女）と再婚、1男を儲けた。
- ウィリアム（1692年 – 1711年） - 第3代バース伯爵